# Феміністські рухи та ідеології
Упродовж історії фемінізму розвинулися різноманітні феміністичні течії та рухи. Вони різняться за цілями, стратегіями та приналежністю. Фемінізми часто перекриваються, деякі феміністки ототожнюють себе з кількома гілками феміністської думки. Феміністки мають дещо відмінні позиції через різноманітні перешкоди, з якими стикаються жінки різного походження та регіонів.

## Класифікації
1. Фемінізми найчастіше поділяють на три основні традиції, які зародилися історично, іноді відомі як школи феміністичного мислення «Великої трійки»:

- радикальний фемінізм,
- соціалістичний (марксистський) фемінізм,
- ліберальний/мейнстримний фемінізм. З кінця ХХ сторіччя також з’явилися різноманітні нові фемінізми як відгалуження трьох основних традицій.[2]

| Ранні фемінізми                          | «Велика трійка» шкіл феміністичної думки | «Велика трійка» шкіл феміністичної думки | «Велика трійка» шкіл феміністичної думки | Етнічні фемінізми | Релігійні фемінізми |
| Ранні фемінізми                          | Радикальні фемінізми | Матеріалістичні фемінізми | Ліберальні (мейнстримні) фемінізми | Етнічні фемінізми | Релігійні фемінізми |
| ---------------------------------------- | --- | --- | --- | --- | --- |
| - Протофемінізм - Суфражизм - Суфражетки | - Радикальний - Сепаратистський - Лесбійський (Політичне лесбійство, Лесбійський сепаратизм, Радикальні лесбійки) - Амазонський - Анархофемінізм - Кіберфемінізм - Екофемінізм (Вегетаріанський фемінізм) | - Марксистський - Соціалістичний - Матеріалістичний - Фемінізм робочого класу - Соціальний - Пост-структуралістський (Французький) - Постмодерний - Психоаналітичний фемінізм | - Ліберальний - Культурний - Фемінізм рівності - Фемінізм відмінності - Індивідуалістський (лібертаріанський) - Фемінізм точки зору - Фемінізм справедливості - Ліпстік-фемінізм - Секс-позитивний - Трансфемінізм - Fat-фемінізм - Материнський фемінізм - Хіп-хоп-фемінізм (Феміністичний активізм у хіп-хопі) | - Постколоніальний - Туземний - Фемінізм третього світу - Транснаціональний - Мультирасовий фемінізм - Чорний - Африканський - Вуменізм (Африкана-вуменізм) - Чікана-фемінізм - Індіанський - Білий | Атеїстичний фемінізм - Вікка - Діанічна Вікка - Виправлення (неоязичництво) - Ісламський - Мусавах - Індуїстський - Буддистський - Християнський - Єврейський (Ортодоксальний) - Мормонський - Сикхський - Курдський |
| До другої хвилі                          | Фемінізми другої хвилі | Фемінізми другої хвилі | Фемінізми третьої хвилі та наступних | - Постколоніальний - Туземний - Фемінізм третього світу - Транснаціональний - Мультирасовий фемінізм - Чорний - Африканський - Вуменізм (Африкана-вуменізм) - Чікана-фемінізм - Індіанський - Білий | Атеїстичний фемінізм - Вікка - Діанічна Вікка - Виправлення (неоязичництво) - Ісламський - Мусавах - Індуїстський - Буддистський - Християнський - Єврейський (Ортодоксальний) - Мормонський - Сикхський - Курдський |

В рамках та на стиках феміністичних дискурсів, рас, культур, релігій і соціально-політичних ситуацій жіноцтва різних країн утворювались і продовжують утворюватись також специфічні феміністичні течії. Серед них: Консервативний фемінізм, Аналітичний фемінізм, Глобальний фемінізм, Гендерний фемінізм, Мережевий фемінізм, Антиабортний фемінізм, Фемінізм жертви, Новий фемінізм, Неофемінізм, Постфемінізм.
За логікою виборювання прав жінок, фемінізми (переважно західні) поділяються на кілька так званих «хвиль» — періодів з характерними темами та завданнями у виборюванні гендерної рівності, кожен з яких нашаровувався на здобутки попереднього, поєднуючись із ними:
- Протофемінізм охоплює феміністську думку та зусилля окремих постатей до виникнення організованого жіночого руху.
- «Перша хвиля» стосується суфражистських рухів XIX і початку XX ст., ключовими для яких були права власності для одружених жінок, право голосувати та обиратися[3], а також права на вищу освіту, спадкування, опіки над дітьми тощо. Періодизується також з ХІХ ст. до 1965 року.[4][5][6]
- «Друга хвиля» бере початок від публікації «Другої статі» Симони де Бовуар (1949) і пов'язана з визвольним рухом 1960-х за повну юридичну та соціальну рівність жінок і чоловіків. У фокусі соціальні та особисті права: боротьба з сексуальним та домашнім насильством, право на контроль вагітності, рівна оплата праці, опір подвійним стандартам щодо жінок. Вичленовуються ліберальний та радикальний фемінізм. Останній розробляє основи теорії фемінізму, котра системно пояснює патріархатний устрій суспільств та утиску жінок за допомогою гендеру. Періодизується також з 1965 по 1975 рік[4][5][6].
- «Третя хвиля» зародилася в 1990-х із феміністичними секс-війнами, що розкололи фемінізм на антипорнографічний (радикальний) та секс-позитивний, і є реакцією та доповненням другої інклюзивністю щодо небілих жінок та квірлюдей. Періодизується також з 1975 по 2012 рік.[4][5][6]
- Постфемінізм, або четверта хвиля, є рефлексією феміністської методології.

Існують і інші класифікації. Соціологиня Джудіт Лорбер розрізняє три широкі види феміністських дискурсів останнього 50-ліття за їх розумінням та стратегіями подолання гендерної нерівності:
- Фемінізми ґендерного реформування (reform) кореняться в філософії лібералізму з акцентом на індивідуальні права, працю жінок у приватній та культурній сферах. Прагнуть змінити зміст, але не структуру гендерної ієрархії.
- Фемінізми ґендерного спротиву (resistance) зосереджені на специфічній поведінці та груповій динаміці, за допомогою якої жінок утримують у підпорядкованій позиції, навіть у (суб)культурах, які заявляють про підтримку рівности. Питання насильства, сексуального підпорядкування, жіночого досвіду в центрі знання й культури. Патріархат критикується, проте стратегія — дистанціювання від нього.
- Фемінізми ґендерного повстання (rebellion) прагнуть зламати патріархатний суспільний лад шляхом деконструкції його базових понять і категорій (поділ людей на гендери) та аналізу культурного відтворення[en] нерівностей. Множинні стратифікації, політики ідентичностей.[7]

|                                   | Течія фемінізму                         | Джерела гендерної нерівності                                                                                         | Засоби правового захисту                                               | Внесок течії у феміністичну теорію                                                                     |
| --------------------------------- | --------------------------------------- | --- | ---------------------------------------------------------------------- | --- |
| Фемінізми ґендерного реформування | Ліберальний фемінізм                    | Гендерна стереотипізація та знецінювання жінок, сегрегація праці за статтю                                           | Гендерно-нейтральна освіта, позитивні дії, відповідальне батьківство   | Увага до дискримінації жінок і стратифікації, жінки у публічній сфері                                  |
| Фемінізми ґендерного реформування | Марксистський і соціалістичний фемінізм | Експлуатація жінок для сім'ї, жінки як резервна армія праці                                                          | Державна підтримка жінок і дітей, рівна оплата праці                   | Проблематизація неоплачуваної репродуктивної праці, держава загального добробуту                       |
| Фемінізми ґендерного реформування | Фемінізм розвитку                       | Жіночі традиційні економічні ресурси на противагу колоніалізму, патріархатні сімейні структури та культурні практики | Освіта для дівчаток, ліквідація «жіночого обрізання»                   | Значення економічних ресурсів для соціального статусу жінки                                            |
| Фемінізми ґендерного спротиву     | Радикальний фемінізм                    | Патріархат, насильство проти жінок, порнографія, проституція, об'єктивація жінок у медіа                             | Закони проти зґвалтування та побиття, сприйняття розмаїття жіночих тіл | Теорія патріархату, жіночі студії, теорія фемінізму, проблематизація насильства проти жінок            |
| Фемінізми ґендерного спротиву     | Лесбійський фемінізм                    | Панівна гетеросексуальність, панування чоловіків у жіночих соціальних просторах                                      | Women-only робочі місця та культурні простори, політичне лесбійство    | Критичний аналіз гетеросексуальної любові, вивчення жіночої сексуальності                              |
| Фемінізми ґендерного спротиву     | Психоаналітичний фемінізм               | Ґендеровані структури особистості, панування андроцентричних фалоцентричних ідей                                     | Спільне виховання дітей, жіночі емоції та сексуальність у культурі     | Несвідомі джерела маскулінності та фемінності                                                          |
| Фемінізми ґендерного спротиву     | Фемінізм точки зору                     | Жіноча перспектива та досвіди у виробництві знань не враховуються                                                    | Жінки в центрі уваги досліджень, жіноча історія                        | Виклик універсальності наукового «факту», феміністична наука                                           |
| Фемінізми ґендерного повстання    | Мультирасовий фемінізм                  | Інтерсекційності, расова та етнічна субординації                                                                     | Увага до субординованих груп                                           | Критичний аналіз множинної системи підпорядкувань, перехресних дискримінацій                           |
| Фемінізми ґендерного повстання    | Чоловічий фемінізм                      | Інституційні чоловічі привілеї                                                                                       | Чоловіки відповідають за свою агресивну поведінку та насильство        | Визнання того, що чоловіки дискримінують інші групи                                                    |
| Фемінізми ґендерного повстання    | Соціально-конструктивістський фемінізм  | Соціальне конструювання гендерних відмінностей                                                                       | Виклик ґендерованій поведінці в повсякденному житті                    | Особиста взаємодія з інституційними рамками, соціальне конструювання сексуальності та контроль над нею |
| Фемінізми ґендерного повстання    | Постмодерний фемінізм і квіртеорія      | Бінарний поділ соціального світу на привілейовані ґендери та сексуальності                                           | Квіровані тіла, сексуальності та ґендери                               | Квір-теорія і термінологія                                                                             |

## Ранні фемінізми
До початку другої хвилі фемінізму, коли почали розвиватися основні дискурси феміністичної теорії, існували протофемінізм (усі феміністичні зусилля до зародження організованого феміністичного руху) та суфражизм (боротьба за виборчі права жінок).

## Радикальні фемінізми

### Радикальний

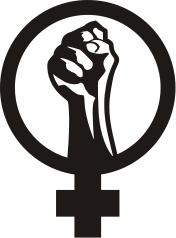
Символ радикального фемінізму

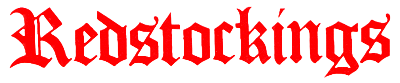
— нью-йоркська радфем-група, діяла з 1969 року

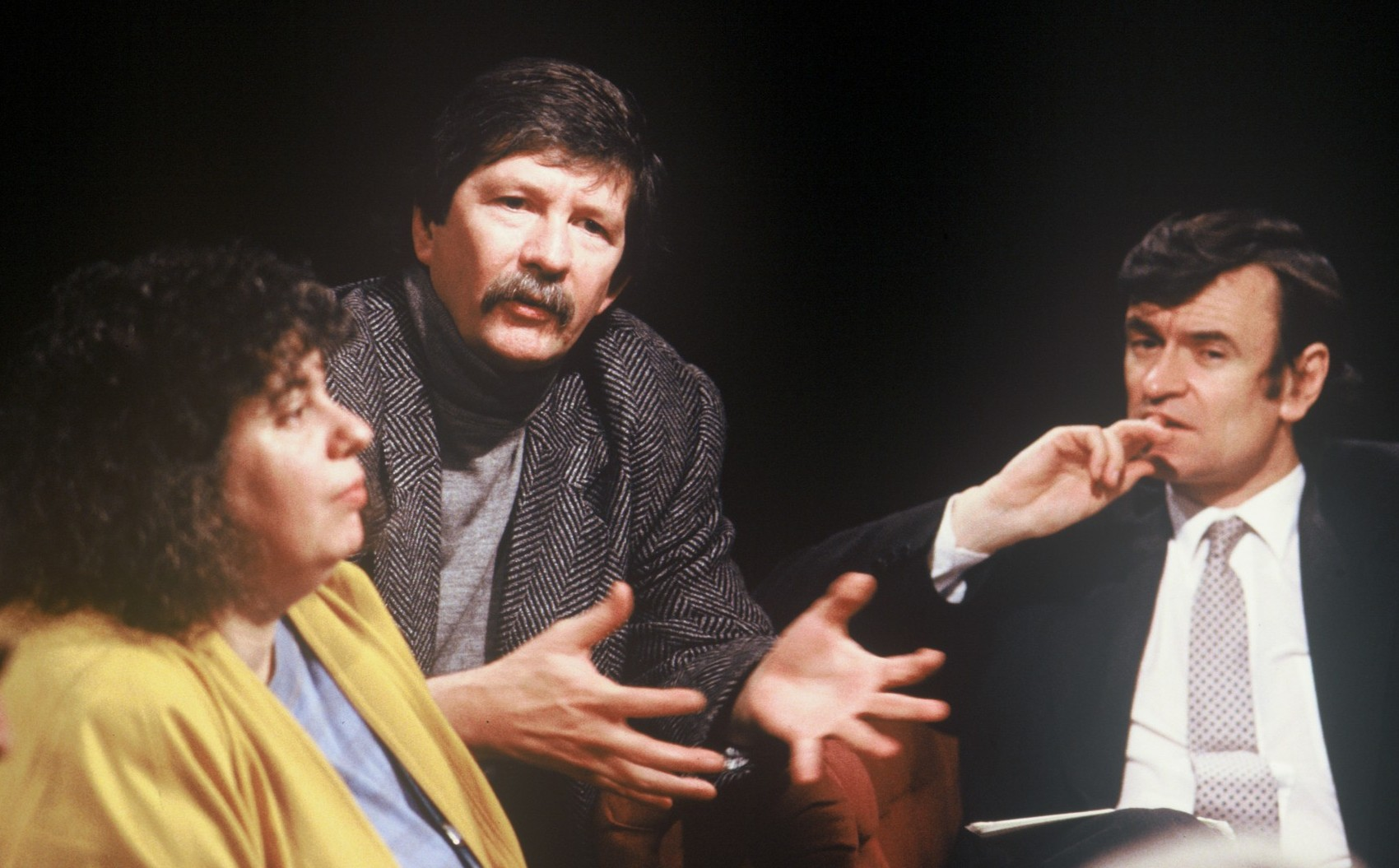
Андреа Дворкін та Джим Гайнс в тв-шоу After Dark, 1988

Радикальний фемінізм (від лат. radix — «корінь, першопричина») — одна з ключових і найяскравіших течій фемінізму, що виникла в рамках другої його хвилі в 1960-х, концептуалізувала базові для фемтеорії явища (патріархат, гендер і мізогінію) як причини сексизму й нерівності, та закликає до глобальних реформ у суспільстві: деконструкції гендеру, усунення чоловічого панування та мізогінії у всіх соціальних та економічних контекстах. Радикальний фемінізм заклав базис теорії фемінізму та міждисциплінарної феміністичної науки та досяг значних суспільних зрушень.
Причину утиску жінок бачить у патріархатних гендерних відносинах, а не в недосконалих правових системах (як ліберальний) чи класових конфліктах (як соціалістичний і марксистський). Патріархат трактується як «трансісторичне явище», важливіше за інші джерела утиску, «не тільки як найстаріша і найбільш універсальна форма панування, але як основна», зразок для всіх інших дискримінацій і основа суспільств, де чоловіки утискають жінок та домінують над ними.
Радикальні феміністки прагнуть ліквідувати патріархат, щоб «звільнити всіх від несправедливого суспільства, кидаючи виклик існуючим соціальним нормам та інститутам». Це включає протидію сексуальній об'єктивації жінок, суспільну просвіту щодо проблем насильства проти жінок (зокрема, зґвалтувань, проституції, порнографії, сурогатного материнства, примусових стерилізацій, заборони абортів), критику гендерних ролей та гендерних стереотипів, культури краси і цноти, репродуктивного тиску, вимоги рівного представництва, оплати продуктивної і компенсації репродуктивної праці жінок.
Радфем-активістки винесли у публічну площину насильство проти жінок (сексуальне та домашнє), проблеми тілесної автономії (право на безпечні контрацепцію та аборти), інституціоналізований сексизм та мізогінію. Лише у США, як писала Елен Вілліс у 1984, радикальні феміністки «домоглися визнання сексуальної політики як суспільної проблеми», створили лексику другої хвилі, допомогли легалізувати аборти в США, були першими, хто вимагали повної рівності в приватній сфері (хатня робота та догляд за дітьми, емоційні і сексуальні потреби).
Концепт Особисте — це політичне поєднав індивідуальні досвіди утиску окремих жінок в картину інституціоналізованого гноблення, продемонструвавши, як він цілком пронизує соціальне буття. Критика порнографії як інструменту сексуальної об'єктивації антипорнографічними феміністками поставила питання суспільного контролю жіночої сексуальності та репродуктивної здатності (контроль цноти, заборона абортів, примусова стерилізація). Перегляд облігатної гетеросексуальності запропонував альтернативи патріархатним стосункам: політичне лесбійство та лесбійський сепаратизм.
Діячки радикального фемінізму: Ті-Ґрейс Аткінсон («Радикальний фемінізм», 1969), Сюзен Браунміллер («Проти нашої волі: чоловіки, жінки та зґвалтування», 1975), Елен Вілліс, Монік Віттіг («Прямий розум та інші есеї», 1979), Гейл Дайнс («Порноленд: Як порнографія вкрала нашу сексуальність?»), Андреа Дворкін («Ненавидячи жінок: радикальний погляд на сексуальність»[уточнити: ком.], 1974; «Порнографія: чоловіки володіють жінками», 1981; «Статевий зв'язок»[уточнити: ком.], 1987), Керол Джардіна, Шейла Джеффріс («Індустріальна вагіна», 2008), Джилл Джонсон, Мері Дейлі, Крістін Дельфі, Керол Ганіш, Мерль Гофман[уточнити: ком.], белл гукс, Жермен Ґрір («Жінка-євнух», 1970), Лаура Ікс, Лір Кейт, Енн Коедт («Міф про вагінальний оргазм», 1968), Марджорі Крамер, Ніккі Крафт, Одрі Лорд, Шейла Майклз, Кетрін МакКіннон, Кейт Міллетт («Сексуальні політики», 1970), Робін Морган («Сестринство — могутнє», 1970), Ірен Песлікіс, Дженіс Реймонд («Транссексуальна імперія», 1979), Адрієнн Річ («Компульсивна гетеросексуальність та лесбійське буття», 1980), Кеті Сарачайлд, Джоанна Расс («Як придушити жіноче письмо»[уточнити: ком.], 1983), Шуламіт Фаєрстоун («Діалектика статі: обґрунтування феміністичної революції», 1970), Мелісса Фарлі, Мерилін Фрай («Політики реальності: Есеї з феміністської теорії», 1983), Філліс Чеслер («Жінки та божевілля», 1972), Алікс Кейтс Шульман.

### Сепаратистський
Докладніше: Сепаратистський фемінізм
Сепаратистський фемінізм не підтримує гетеросексуальних стосунків. Лесбійський фемінізм, таким чином, тісно пов'язаний з ним.

### Лесбійський

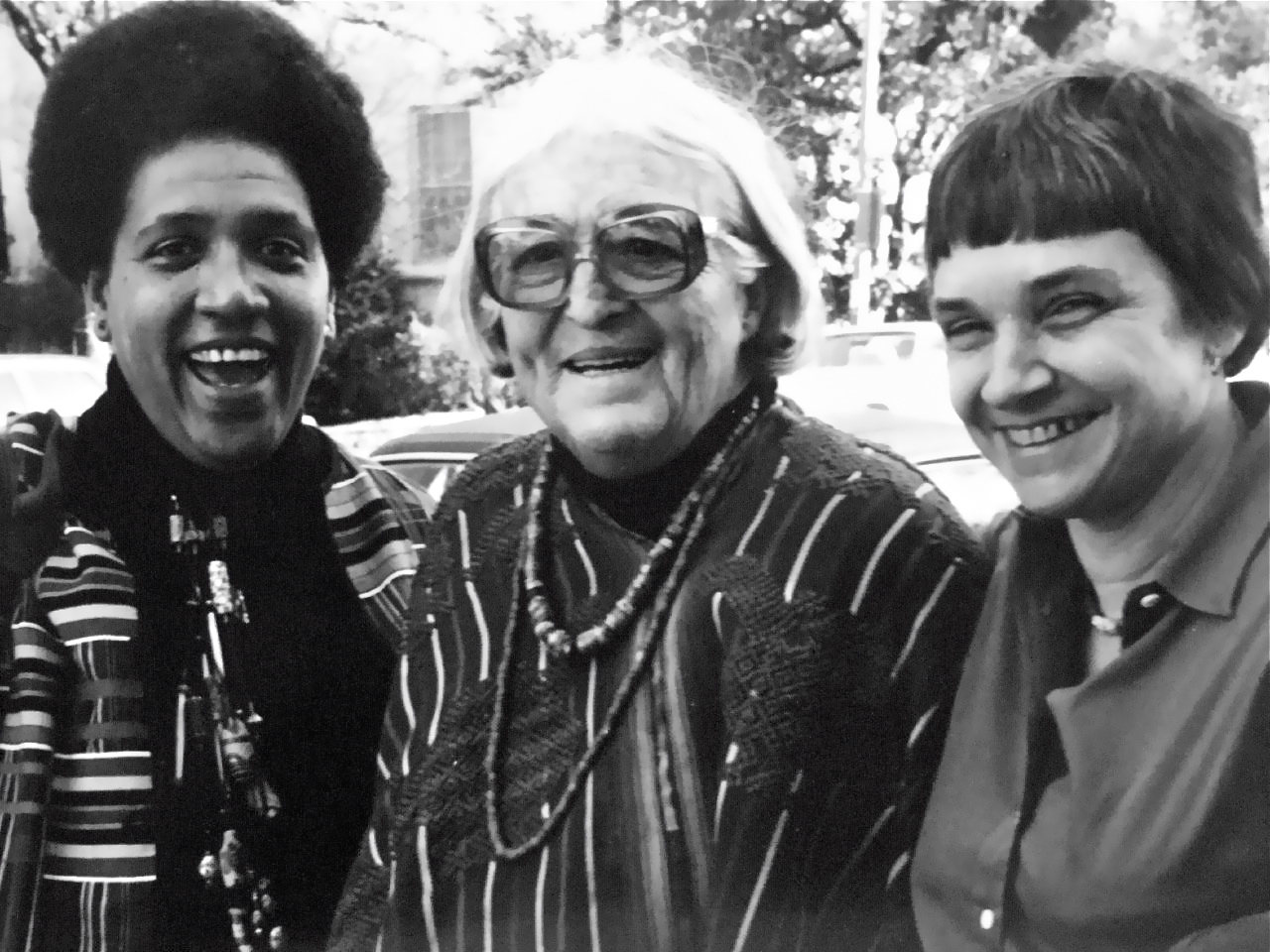
Одрі Лорд, Мерідель ле Сюр, Адріана Річ, 1980 рік

Див. Радикальні лесбійки, Політичне лесбійство.
Розглядає питання про положення лесбійок у суспільстві та заперечує гетеронормативність, аналізуючи її як інституцію; заохочує жінок спрямовувати їхні ресурси на інших жінок замість чоловіків; часто відстоює лесбійство як логічний результат фемінізму. Зародився в 1960-х з невдоволеності другою хвилею фемінізму та рухом за права гомосексуал/ок (gay liberation movement)., найбільший вплив мав у 1970-х та на початку 1980-х (переважно в Північній Америці та Західній Європі).
Згідно з Judy Rebick, лесбійки були (і завжди, відпочатково) серцем жіночого руху, хоча їх проблеми в самому русі були невидимими (лесбійське стирання). Кольоровий лесбійський фемінізм постав як відповідь лесбійському фемінізму, коли той не спромігся включити питання класу та раси як джерел утиску наряду з гетеросексуальністю.
Маніфест «Жінка, ідентифікована жінкою» (1970), в якому викладено основні засади руху, Адрієнн Річ включила в есе «Примусова гетеросексуальність і лесбійське існування», в якому розкриває ідею, що патріархат диктує жінкам бути зосередженими на чоловіках або бути «жінками, ідентифікованими чоловіками». Стати «жінкою, ідентифікованою жінкою», змінити фокус уваги і з чоловіків на жінок — це спосіб протистояти патріархальному гніту».
Головні теми: акцент на коханні жінки до жінки; створення сепаратистських організацій; жіноча спільнота та ідеї; лесбійство — питання вибору та опору; особисте — це політичне; відмова від соціальної ієрархії; критика чоловічої вищості (male supremacy, що включає андроцентризм, патріархат, домінування в тваринному світі та в БДСМ, чоловічі привілеї, та еротизує нерівність).
Всупереч деяким поширеним уявленням про «мужоненавісницьких маскулінних лесбійок», лесбійська феміністська теорія не підтримує концепцію жіночої маскулінності. Шейла Джеффріс стверджувала, що «всі форми маскулінності є проблематичними». Це одна з основних областей, у яких лесбійський фемінізм відрізняється від квір-теорії.
Ключові мислительки та активістки — Шарлотта Банч, Ріта Мей Браун, Адрієнн Річ, Одрі Лорд, Мерилін Фрай, Мері Дейлі, Шейла Джеффріс, Барбара Сміт, Пет Паркер, Маргарет Слоан-Гантер, Черіл Кларк Глорія Анзалдуа, Шеррі Морага та Монік Віттіг (хоча остання в основному більше спеціалізується на квір-теорії).

#### Лесбійський сепаратизм

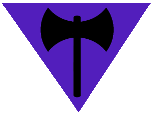
Символ лесбійського сепаратизму

Лесбійський сепаратизм — це форма сепаратистського фемінізму, характерна для лесбійок. Лесбійство позиціонується в якості ключової феміністської стратегії, яка дозволяє жінкам інвестувати свої ресурси в інших жінок, створюючи жіночі простори (такі як комуни) і діалог про жіночі стосунки, і, як правило, обмежуючи свої відносини з чоловіками. Сепаратизм розглядався лесбійками одночасно як тимчасова стратегія і як пожиттєва практика, але в основному в другому значенні. Став популярним в 1970-ті, коли деякі лесбійки сумнівалися, що мейнстрімне суспільство чи навіть ЛГБТ-рух мають що їм запропонувати.
В 1971 році лесбійська група «The Furies», створила лесбійську комуну. На додаток до пропагування виходу з робочих, особистих або випадкових стосунків з чоловіками, «Фурії» рекомендували лесбійським сепаратисткам пов'язуватися «тільки (з) жінками, які поривають свої зв'язки з чоловічими привілеями» і припускали, що «доки жінки досі отримують вигоди від гетеросексуальності, отримують свої привілеї і безпеку, вони будуть в якийсь момент вимушені зраджувати своїх сестер, особливо сестер-лесбійок, які не одержують цих пільг». Це було частиною більшої ідеї, сформульованої Бенч у Learning from Lesbian Separatism: що «у суспільстві чоловічої вищості гетеросексуальність — це політичний інститут», а практика сепаратизму — спосіб уникнути його панування.
Практика лесбійського сепаратизму іноді включає поняття, що відносяться до квір-націоналізму і політичного лесбійства. Деякі люди, які ідентифікують себе як лесбійські сепаратистки, також пов'язані з практикою діанічного язичництва. Термін «землі womyn» був використаний в Америці для опису спільнот лесбійок-сепаратисток.

### Анархістський
Анархофемінізм поєднує анархізм із фемінізмом і вважає, що класова боротьба і анархізм проти держави вимагають боротьби протипатріархату як прояву мимовільної ієрархії. Боротьба проти патріархату вважається невід'ємною частиною класової боротьби та боротьби анархістів проти держави. По суті, ця філософія розглядає анархістську боротьбу як необхідну складову феміністичної боротьби і навпаки. Як зазначає Л. Сьюзен Браун, «оскільки анархізм є політичною філософією, яка виступає проти будь-яких відносин влади, він за своєю суттю є феміністичним».

Символ анархофемінізму

До важливих історичних анархо-феміністок належать Емма Голдман, Федеріка Монцені, Вольтерін де Клейр, Марія Ласерда де Моура та Люсі Парсонс. Під час Громадянської війни в Іспанії анархо-феміністична група Mujeres Libres («Вільні жінки»), пов’язана з Federación Anarquista Ibérica, організувалася для захисту як анархістських, так і феміністичних ідей. До сучасних письменниць/теоретикинь анархо-фемінізму відносять Люсі Фрідланд, Л. Сьюзан Браун та екофеміністку Старгок. Сучасні анархо-феміністські групи включають болівійські Mujeres Creando, Radical Cheerleaders, іспанський анархо-феміністський сквот La Eskalera Karakola та щорічну конференцію La Rivolta! в Бостоні.

### Амазонський фемінізм
Течія фемінізму, що підкреслює жіночу фізичну силу як засіб для досягнення рівності. Прихильниці руху пропагують образ воїтельки, статури та подвиги спортсменок, майстринь бойових мистецтв та інших міцно збудованих жінок у суспільстві, мистецтві та літературі.
Членкинь збройного суфражизму, особливо тих, які практикували фізичну культуру або брали участь у насильницьких формах політичного протесту, часто називають «амазонками» романісти та газетні журналіст/ки.
Походження терміна «амазонський фемінізм» можна простежити в кількох джерелах, у тому числі у Томаса Гремстеда. Гремстед прагнув поєднати унікальні зображення героїзму Айн Ренд разом з тодішньою сучасною феміністською ідеологією й амазонськими поняттями. Це був частково натхненний книгою «У пошуках жінки-воїтельки» (англ. In Search of the Woman Warrior). На початку 1970-х Глорія Стайнем звернула увагу на цю концепцію.

### Кіберфемінізм
Докладніше: Кіберфемінізм

## Соціалістичні фемінізми
За словами Розмарі Геннессі і Кріса Інгрема, матеріалістичні фемінізми виросли із західної марксистської думки і надихали рухи, які беруть критикують капіталізм і орієнтовані на ставлення ідеології до жінок.

### Марксистський
Докладніше: Марксистський фемінізм
Марксистський фемінізм стверджує, що капіталізм є основною причиною утиску жінок, і що дискримінація жінок у сімейному житті і зайнятості є наслідком капіталістичної ідеології.

### Соціалістичний
Відрізняється від марксистського, стверджуючи, що звільнення жінок можна досягнути тільки шляхом викорінення економічних та культурних джерел їх утиску.
Течія, спрямована як на публічні, так і приватні сторони життя жінок, котра стверджує, що гендерна нерівність може бути подолана тільки шляхом вжиття заходів проти культурних та економічних джерел утиску жінок. Соціалістичний фемінізм об'єднує концепт патріархатного утиску жінок з марксистськими ідеями щодо експлуатації, пригнічення і праці. Проституція, хатня робота, догляд за дітьми й шлюб розглядаються як способи експлуатації жінок патріархальною системою. Зосереджується на широких змінах, що зачіпають суспільство в цілому, бачачи необхідність спільної роботи не тільки з чоловіками, але і з усіма іншими групами, яких, як і жінок, експлуатують в рамках капіталістичної системи.
Соціалістичні феміністки частково відкидають основні положення радикального фемінізму, згідно з котрим патріархат є єдиним або основним джерелом утиску жінок. Деякі соціалістичні феміністки вважають незгодні з точкою зору, згідно з якою утиск за статтю є підлеглим стосовно класового утиску, тому значна частина зусиль соціалістичного фемінізму спрямована на відділення гендерних феноменів від класових.
Діячки: Йоганна Бреннер, Барбара Еренрайх, Донна Гаравей, Гайді Гартманн, Шарлотта Перкінс Гілмен, Емма Гольдман, Сельма Джеймс, Сильвія Волбі, Неллі Вонг, Шейла Роуботам, Сильвія Федерічі, Леопольдина Фортунаті, Клара Фрейзер.

### Матеріалістичний
Докладніше: Матеріалістичний фемінізм
Був розроблений як удосконалення марксизму, оскільки марксистський фемінізм не зміг вирішити питання поділу праці, особливо в домашніх умовах. Виділяє капіталізм і патріархат як центральні в розумінні утиску жінок. Гендер розглядається як соціальна конструкція, суспільство нав’язує жінкам гендерні ролі, наприклад, народження дітей. Ідеал — це суспільство, в якому до жінок ставляться соціально й економічно так само, як і до чоловіків. Теорія зосереджується на дослідженні та поясненні способів пригнічення жінок через системи капіталізму й приватної власності та соціальних змінах, але не шукає трансформації в рамках капіталістичної системи.
Матеріалістичний фемінізм наполягає на дослідженні матеріальних умов, за яких розвиваються соціальні домовленості, у тому числі гендерна ієрархія, і «...стверджує, що всілякі матеріальні умови відіграють життєво важливу роль у соціальному виробництві гендеру, і аналізує різні способи, якими жінки співпрацюють та беруть участь у цих виробництвах». Матеріалістичний фемінізм також розглядає, як жінок та чоловіків різних рас і етнічних груп утримують в нижчому економічному статусі через дисбаланс сил, який дає привілеї тим, хто вже має привілеї, тим самим захищаючи статус-кво.
Феміністки-матеріалістки запитують, чи мають люди доступ до безкоштовної освіти, чи можуть вони робити кар’єру, чи мають доступ або можливість стати багатими, а якщо ні, то які економічні чи соціальні обмеження заважають їм це зробити, і як це можна змінити.
Термін з'явився наприкінці 1970-х і пов'язаний з такими ключовими мислительками, як Розмарі Геннессі, Стіві Джексон і Крістін Дельфі, які описують матеріалістичний фемінізм як «кон’юнктуру кількох дискурсів — історичного матеріалізму, марксистського та радикального фемінізму, а також постмодерністських і психоаналітичних теорій значення і суб'єктивності».

### Робочого класу
- Фемінізм робочого класу[en]

### Соціальний
- Соціальний фемінізм[en]

### Пост-структуралістський
Докладніше: Пост-структуралістський фемінізм
Пост-структуралістський фемінізм спирається на філософію постструктуралізму та деконструкції, щоб ілюструвати, як поняття «гендер» створюється в соціальному і культурному відношенні, за допомогою дискурсу.

### Французький
Докладніше: Французька феміністська теорія
Французький фемінізм — це рух феміністок у Франції 1970-х — 1990-х. Від англомовних фемінізмів відрізняється більш філософським і літературним підходом. Його представниці підійшли до фемінізму з концепцією Écriture féminine («жіноче письмо»); твори цієї течії, як правило, кричущі та метафоричні, менш стурбовані політичною доктриною та загалом зосереджені на теоріях «тіла». Елен Сіксу стверджує, що письмо та філософія є фалоцентричними, і разом з іншими французькими феміністками, такими як Люс Ірігаре, наголошує на «писанні тілом» як на підривній практиці.
Термін включає також письменниць, які не є француженками, але які суттєво працювали у Франції та французькій традиції, таких як Юлія Кристева (чиї роботи вплинули на феміністичну теорію загалом і на феміністичну літературну критику зокрема) та Брахи Еттінгер (чия творчість вплинула на літературну критику, історію мистецтва та теорію кіно). Однак, як зазначила дослідниця Елізабет Райт, «жодна з цих французьких феміністок не приєднується до феміністичного руху, яким він постав в англомовному світі».
- Французький пост-структуралістський фемінізм[en]
- Див. також Психоаналітичний фемінізм[en]

## Ліберальні (мейнстримні) фемінізми
Індивідуалістичні фемрухи, які відмовляються від протистояння агресору та перебудови суспільства. Кетрін Роттенберг стверджувала, що неоліберальна сорочка в ліберальному фемінізмі призвела до того, що це індивідуальна форма фемінізму, а не колективна, і до відмови від соціальної нерівності. Через ліберальний фемінізм не може запропонувати будь-якого стійкого аналізу структури чоловічого домінування, влади чи привілеїв.

### Ліберальний фемінізм
індивідуалістична форма фемінізму, яка фокусується на здатності жінок боротися за рівність з чоловіками за допомогою своїх дій і вибору. Ліберальний фемінізм домагається рівності жінок та чоловіків через політичні і правові реформи без зміни структури суспільства. Джерелами нерівності бачить гендерні стереотипи та знецінювання жінок, сегрегацію праці за статтю. Засобами правового захисту жінок висуває гендерно-нейтральну освіту, позитивні дії, відповідальне батьківство. Серед позитивних внесків: привернув увагу до дискримінації жінок і стратифікації, жінки у публічній сфері. Для ліберальних феміністок важливі такі питання: право на аборт, питання про сексуальні домагання, можливість рівноправного голосування, рівність в освіті, «рівна оплата за рівну працю», доступність догляду за дітьми, медичного обслуговування, залучення уваги до проблеми сексуального та побутового насильства стосовно жінок.
Представниці: Мері Волстонкрафт («На захист прав жінок», 1792), Джудіт Сарджент Мюррей, Френсіс Райт, Джон Стюарт Мілль («Поневолення жінок», 1851), Гаррієт Тейлор-Мілль, Елізабет Кеді Стентон («Декларація переконань», 1848), Гаррієт Табмен, Сьюзен Ентоні, Люсі Стоун, Джозефіна Батлер, Бетті Фрідан («Загадка жіночності», 1963), Марта Нуссбаум, Наомі Вульф, Ребекка Вокер.

### Культурний
Докладніше: Культурний фемінізм
Культурний фемінізм — це ідеологія «жіночої природи» або «жіночої сутності», яка намагається домогтися валідації того, що вони вважають недооціненими жіночими атрибутами. Він підкреслює різницю між жінками та чоловіками, але вважає цю різницю радше психологічною та культурно сконструйованою, ніж біологічно вродженою.
Його критикині стверджують, що оскільки він базується на есенціалістському погляді на відмінності між жінками та чоловіками та виступає за незалежність та інституційну розбудову, він спонукав феміністок відступити від фемінізму як політики до «стилю життя». Одна із таких критикинь, культурна теоретикиня Еліс Еколс, приписує введення терміну «культурний фемінізм» учасниці Redstockings Брук Вільямс, котра вжила його у 1975 році для опису деполітизації радикального фемінізму.

### Фемінізм відмінності
Докладніше: Фемінізм відмінності
Фемінізм відмінності, розроблений у 1980-х частково як реакція на фемінізм рівності. Все ще прагнув до рівності, наголошував на відмінностях між чоловіками та жінками та стверджував, що ідентичність чи однаковість не є необхідними для того, щоб до чоловіків і жінок, а також до чоловічих і жіночих цінностей, ставилися однаково. Деякі феміністки відмінностей, наприклад Мері Дейлі, стверджують не лише що жінки та чоловіки різні і мають різні цінності чи способи пізнання, але й що жінки та їхні цінності вищі за чоловічі. Решта фемінізмів не бачать між статями жодних невід'ємних психологічних відмінностей і відстоюють загальну максиму гендерних досліджень, що гендер та гендерні ролі є створеними соціально.

### Індивідуалістський (лібертаріанський)
Розглядає жінок як власниць самих себе, які, таким чином, мають право на свободу від примусового втручання.

### Фемінізм точки зору
Докладніше: Фемінізм точки зору
Теорія точки зору — феміністично-теоретичний концепт про вплив соціального положення вчених на знання. Згідно з цим, дослідницька практика і теоретична наука в усіх областях знання подають жінок з їх проблемами і досвідами та феміністичний рух як щось незначуще і відмовляються бачити традиційну науку як гендерно упереджену. Починаючи з 1980-х фемінізм точки зору стверджує, що феміністичний рух має вирішувати глобальні проблеми (такі, як зґвалтування, інцест і проституція) та культурно специфічні питання (такі як калічення жіночих геніталій чи практики «скляної стелі» та сексизм, які перешкоджають поліпшенню становища жінок), щоб зрозуміти, як гендерна нерівність взаємодіє з расизмом, гомофобією, класизмом і колонізацією в «матриці панування».

### Фемінізм справедливості
- Аналітичний фемінізм[en]
- Глобальний фемінізм[en]
- Fat-фемінізм[en]
- Хіп-хоп-фемінізм[en] (див. Феміністичний активізм у хіп-хопі[en])
- Материнський фемінізм[en]
- Гендерний фемінізм[en]
- Мережевий фемінізм[en]

### Консервативний
Консервативний фемінізм є консервативним щодо суспільства, в якому він існує.
- Антиабортний фемінізм
- Фемінізм жертви[en]
- Новий фемінізм

### Постмодерний
Постмодерні феміністки підкреслюють соціальне конструювання гендерної та дискурсивної природи реальності; однак, як зазначає Памела Ебботт зі співавторками, постмодерний підхід до фемінізму підкреслює «існування багатьох істин (а не просто чоловічої і жіночої точок зору)».

### Екофемінізм

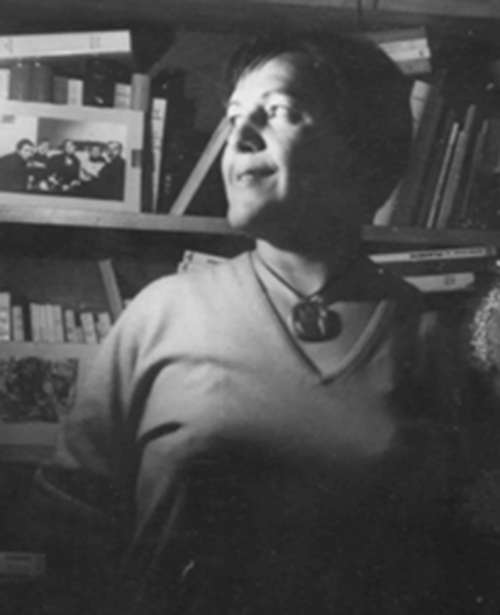
Франсуаза д'Обонн, засновниця екофемруху, авторка книги "Фемінізм або смерть" (1974)

Екофемінізм проводить паралелі між експлуатаціями природи і жінки патріархатними західними суспільствами, підкреслюючи їх філософську єдність. Екофеміністки аналізують стосунки людей та природи на основі концепції ґендеру. Західні патріархальні системи, де чоловіки володіють і контролюють землю, вважаються відповідальними за пригнічення жінок і знищення природного середовища. Екофеміністки стверджують, що люди при владі контролюють землю, а тому можуть експлуатувати її для власного прибутку та успіху. У цій ситуації екофеміністки вважають жінок експлуатованими чоловіками при владі заради власної вигоди, успіху та задоволення у змаганні за панування, ототожнюючи жінок з природою як пасивних та безпорадних. Основна мета — привести світ до первісної гармонії шляхом ліквідації дискримінації жінок. Екофеміністська теорія стверджує феміністичну точку зору зеленої політики, яка закликає до егалітарного суспільства без домінуючої групи.
Сексизм і деградація довкілля зумовлені бінарністю західної думки, що протиставляє Розуму, дух, абстрактне мислення, науковий метод, технологію, контроль, прогрес, агресію — та інтуїцію, тіло, конкретне мислення, містичне, емпіричний метод, природу, довіру середовищу, репродуктивність, мир. Ці ієрархічні опозиції (перший ряд вивищується над другим) змістовно вкладаються в гендерну поляризацію (протиставлення "чоловічого" "жіночому"), пов'язані з усією динамікою західного патріархату як головного джерела екологічних руйнувань. Екофеміністські паралелі включають бачення жінок і природи як власності, бачення чоловіків як хранителів культури, а жінок як хранительок природи, домінування чоловіків над жінками та природою. Екофеміністський аналіз також досліджує зв’язки "жінки-природа" в культурі, економіці, релігії, політиці, літературі та іконографії.
 Значна частина екофеміністичного руху прагне відтворити містичний елемент, орієнтований на древню релігійність (язичництво, чаклунство, магію, шанування богинь). Натомість екофемінізм критикують за те, що він надто зосереджується на містичному зв’язку між жінками та природою, а не на реальних умовах життя жінок.
Головні праці: "Фемінізм або смерть" (Le Féminisme ou la Mort, 1974, Франсуаза д'Обонн), «Жінки та природа» (Women and Nature, Сюзан Ґріффін, 1978), «Смерть природи» (The Death of Nature, Керолін Мерчант, 1980) та «Гін/Екологія» (Gyn/Ecology, Мері Дейлі, 1978). Найвідоміші діячки: Франсуаза д'Обонн, Керолін Мерчант, Вандана Шива, Мері Дейлі, Марія Міс, Керол Дж. Адамс, Петра Келлі.
- Вегетаріанський фемінізм

### Неофемінізм
Докладніше: Неофемінізм

### Секс-позитивний фемінізм
- Секс-позитивний фемінізм

### Ліпстік-фемінізм
Це культурний рух, що виріс з реакції спротиву радикальному фемінізму 1960-х і 1970-х, повертаючи символи «жіночої особистості» (тобто гендер), такі як макіяж, відвертий одяг і сексуальну привабливість як цінні і такі, що розширюють можливості особистого вибору.

## Етнічні фемінізми

### Чорний

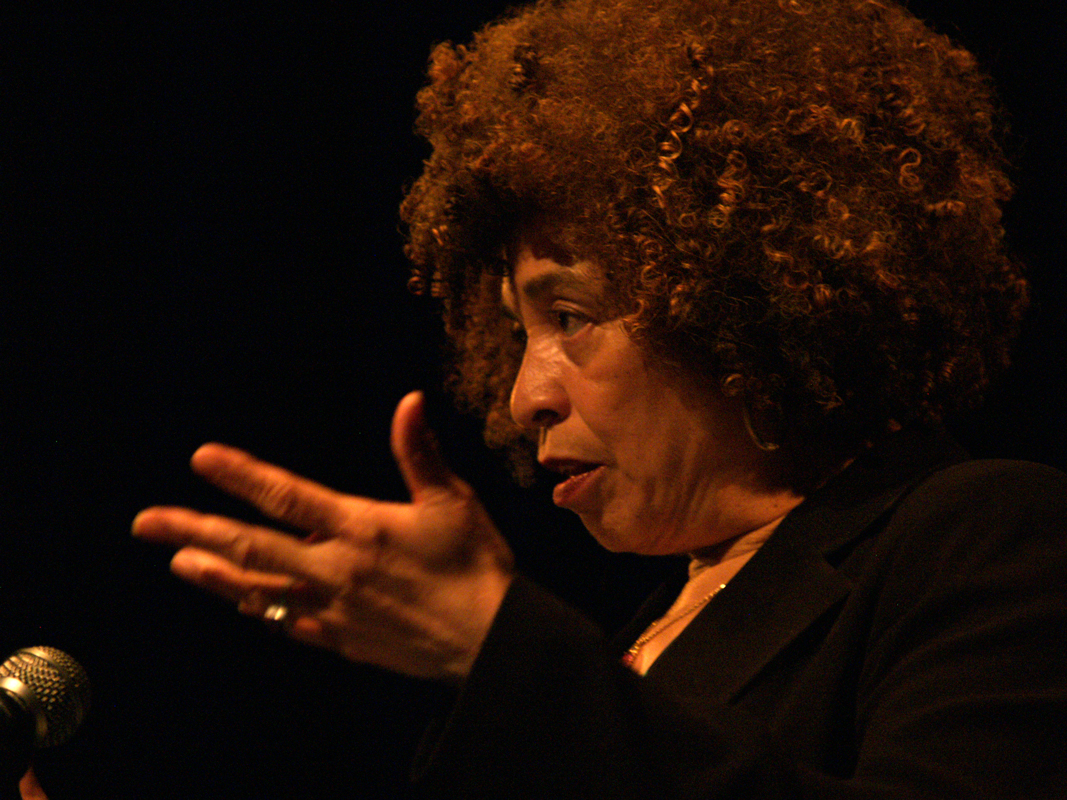
Анджела Девіс

Чорний (антирасистський) фемінізм досліджує, як сексизм, класовий утиск та расизм нерозривно пов’язані між собою. Основний постулат: сексизм, класовий гніт, гендер та расизм нерозривно пов'язані між собою інтерсекційно. Фемінізми, які прагнуть подолати сексизм і класове гноблення, але ігнорують расу, можуть дискримінувати багатьох жінок через расові упередження. Одним з основних пріоритетів є боротьба з расизмом.
Серед ідей: чорношкірі жінки відчувають себе більш пригніченими в суспільстві, у своїх правах і свободах, порівняно з білими жінками; білих феміністок хвилюють тільки проблеми сексизму, і вони не завважують расизму та розбіжностей між верствами і класами; боротьба за свободу і незалежність чорних жінок є ключовою: здобувши їх, суспільство позбавиться від таких проблем, як расизм, сексизм і класова нерівність.
У США чорний фемінізм зародився одночасно з фемінізмом як таким, оскільки визвольний рух жінок розпочався після зародження руху за громадянські права і руху за звільнення чорних. Попередницями сучасних чорних феміністок аболіціоністки: Сожурне Трус (промова «Хіба я не жінка?»), Гаррієт Табмен.
З часом ідеї расової справедливості, висунуті в середині XIX століття, були розвинені учасницями антирасистських рухів (Гарлемського відродження, руху за громадянські права 1960-1970-х рр. та ін.) та чорних жіночих організацій («National Council of Negro Women», «National Black Feminist Organization», «the Third World women's Alliance» та ін.), де почала звучати антиімперіалістична риторика. Чорні феміністки-соціалістки, такі як Анджела Девіс і белл гукс, заговорили про інтерсекційність, підкреслюючи політекономічні основи расизму і сексизму як складових відтворення патріархатної і класової ієрархії.

### Чікана
Докладніше: Чікана-фемінізм

### Постколоніальний

Символ ромського фемінізму

Докладніше: Постколоніальний фемінізм
Постколоніальні феміністки стверджують, що колоніальний натиск та західний фемінізм маргіналізували постколоніальних жінок, але не зробили їх пасивними чи безголосими.
Фемінізм третього світу та туземний тісно пов'язані з постколоніальним фемінізмом. Ці ідеї також перетинаються з африканським фемінізмом (його оптики: motherism, stiwanism, nego-feminism, femalism), транснаціональним фемінізмом та африкана-вуменізмом.

### Багаторасовий (мультирасовий)
Докладніше: Багаторасовий фемінізм
- Туземний[en]
- Транснаціональний[en]
- Вуменізм[en] з'явився після ранніх фемрухів, що були в основному білими та з середнього класу.
  - Африкана-вуменізм[en]
- Білий

## Релігійні фемінізми

Символ ісламського фемінізму

Див. Феміністичне богослов'я.

### Ісламський

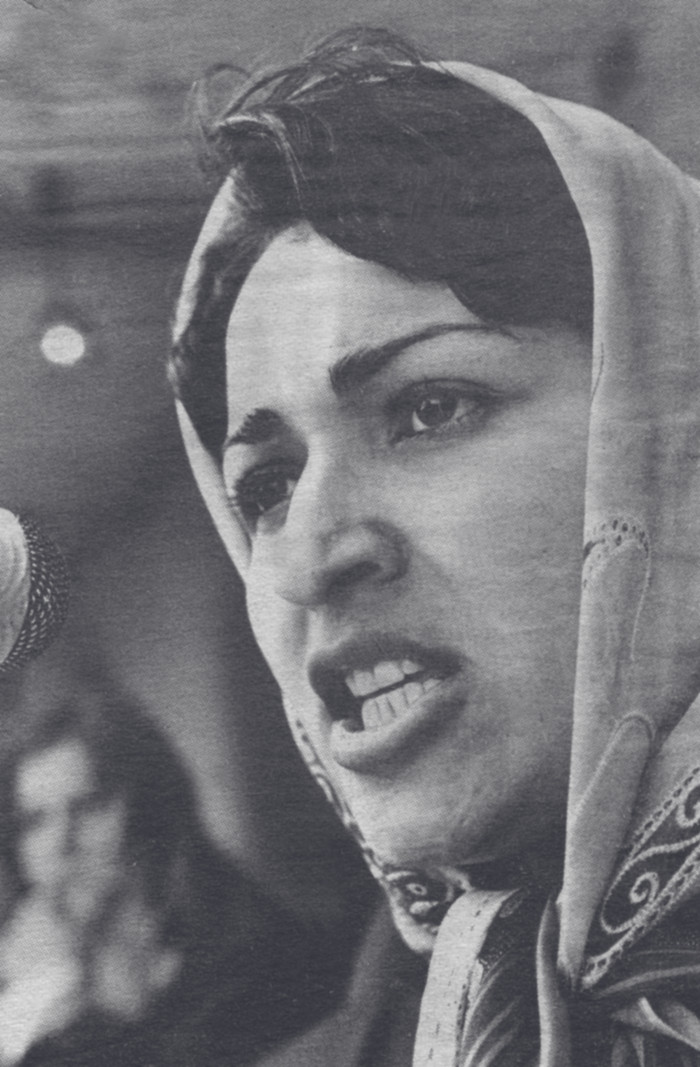
Міна Кешвар Камаль (1956—1987), засновниця Революційної асоціації жінок Афганістану

Ісламські феміністки виступають за права жінок, гендерну рівність та соціальну справедливість, засновані на ісламі, прагнучи підкреслити глибокі корені вчення рівності в релігії і створити справедливіше суспільство.
Іранська поетеса Тахіре першою з сучасниць взялася за тлумачення Корану, відкрито засудила багатоженство, носіння чадри та інші обмеження, покладені на жінок. Однак жіноча преса в Єгипті висловлювала подібні думки з моменту своїх перших випусків у 1892 році критикує багатоженство, паранджу, тобто сегрегацію жінок в ісламі, що суперечить істинному духу ісламу. Ці погляди підсумував у праці Tahrir al mara'a (Звільнення жінок, 1899) єгипетський юрист Касим Амін. Айша Абд аль-Рахман під псевдонімом Бінт аль-Шаті («Дочка берега річки») другою з сучасниць тлумачила Коран, почала писати популярні книги 1959 року, тоді ж, коли Нагіб Махфуз опублікував алегоричну і феміністську версію життя Мухаммада. Аль-Рахман писала біографії жінок в ісламі та літературну критику.
«Арабська весна» помітно пожвавила активізм і рух за правові реформи серед жінок. З недавніх пір ісламські феміністки почали виступати за рівність у мечеті і рівність у молитві.
- Мусавах

### Атеїстичний
- Атеїстичний фемінізм[en]
  - Вікка
  - Діанічна Вікка[en]
  - Виправлення (неоязичництво)[en]
- Індуїстський фемінізм[en]
- Буддистський фемінізм[en]
- Християнський фемінізм

- Єврейський фемінізм
  - Ортодоксальний єврейський фемінізм[en]
- Мормонський фемінізм[en]
- Сикхський фемінізм[en]
- Курдський фемінізм

## Чоловічі фемінізми

### Трансфемінізм
Докладніше: Трансфемінізм